# Onofrio De Lione

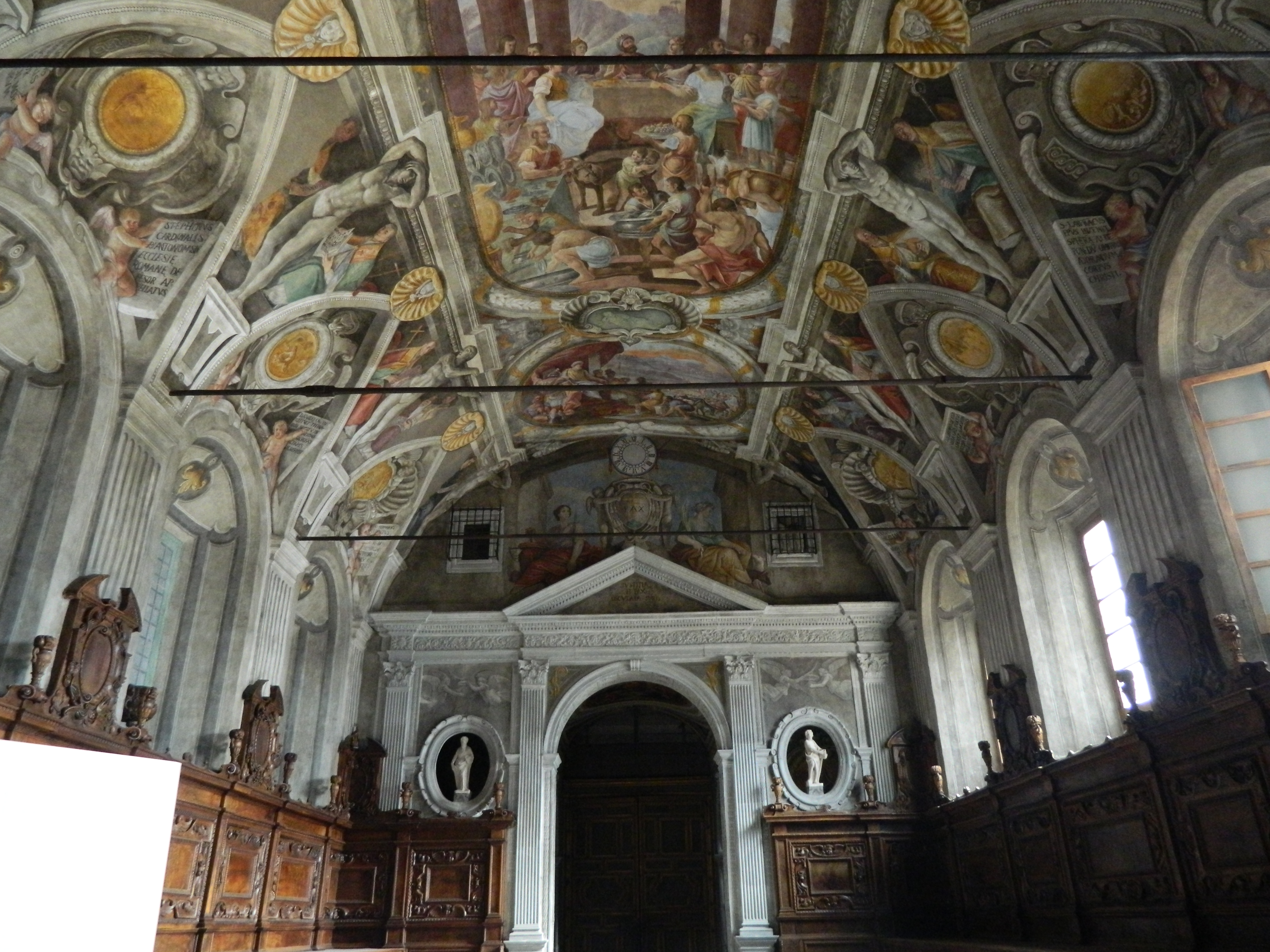
Scene dell'Antico Testamento, affresco realizzato da Onofrio De Lione nella sacrestia della chiesa dei Santi Severino e Sossio

Onofrio De Lione (Napoli, 1608 – Napoli, 1656) è stato un pittore italiano.

## Biografia
Fratello di Andrea, è allievo di Belisario Corenzio, da cui ne eredita lo stile e che aiuta in diverse opere come nella decorazione della sala degli Ambasciatori al palazzo Reale di Napoli.
Nel 1642 sposa Isabella Sangervasio, mentre nel 1643 decora la cappella di San Sebastiano nella chiesa di San Pietro a Majella, realizzando gli affreschi Miracolo di san Francesco di Paola e Miracolo della mula di sant'Antonio. Lavora successivamente nella chiesa di Santa Maria la Nova affrescando Storie delle vita di sant'Antonio, insieme al fratello, nella cappella di Sant'Antonio, e Storie della vita di san Francesco nella volta della cappella di San Francesco, oltre ad aiutare Belisario Corenzio negli affreschi dell'abside. Nel 1651 sposa in seconda nozze Candida Falcone, sorella del pittore Aniello: nello stesso anno conclude il ciclo di affreschi Scene dell'Antico Testamento nella sacrestia della chiesa dei Santi Severino e Sossio. Esegue altri affreschi in una cappella della basilica di San Lorenzo Maggiore.
Muore nel 1656 dopo aver contratto la peste.

## Opere
- Martirio di san Gennaro[1], Quadreria dei Girolamini, Napoli
- Miracolo di san Francesco di Paola, chiesa di San Pietro a Majella, Napoli
- Miracolo della mula di sant'Antonio, chiesa di San Pietro a Majella, Napoli
- Storie della vita di san Francesco, chiesa di Santa Maria la Nova, Napoli
- Storie delle vita di sant'Antonio, chiesa di Santa Maria la Nova, Napoli
- Scene dell'Antico Testamento, chiesa dei Santi Severino e Sossio, Napoli